# Schieresthal
Schiresthal ou Schieresthal, appelé localement Schiro, est un écart de la commune française de Meisenthal, dans le département de la Moselle.
Fondé en 1736,, l'écart doit son origine à l'établissement d'une verrerie à Meisenthal en 1702, après l'abandon de celle de Soucht en 1700. Il comptait 247 habitants en 1900.

## Localisation
Situé au nord du village de Meisenthal, l'écart de Schieresthal est limitrophe de la commune de Saint-Louis-lès-Bitche.

## Toponymie

### Schieresthal
- Anciennes mentions[4] : Schirestal (XVIIIe siècle) ; Schiresdal (1751) ; Schirsdahl (carte Cassini) ; Schieresdhall (1779) ; Schiresdhal (1782) ; Schieresthal (1846[5]) ; Schiresthal (1851, 1868, 1874, 1887) ; Schiersthal (1920).
- De l'allemand Schürer, prononcé localement Schirer, « tiseur », et Thal, « vallée ».

### Lieux-dits
- Le chêne de la Liberté, un arbre de la liberté situé au nord-ouest de l'écart.
- Le Gros chêne (Dick Eich) ou chêne Georgel, un chêne remarquable situé à environ 900 mètres à l'est du chêne précédent.
- Heidenberg, « mont païen », la colline de l'écart qui domine Meisenthal.
- Mailaenderberg, « mont de Milan », colline au sud-est de l'écart et à l'est de Meisenthal.
- Muehlenberg, « mont du moulin », colline à l'ouest de l'écart[3].

## Histoire
Le hameau relativement moderne de Schieresthal doit sa création à la fondation d'une verrerie à Meisenthal en 1702. Après l'érection de celle-ci, quelques-uns de ses bûcherons et de ses ouvriers vinrent construire leurs logis dans le petit vallon qui débouche un peu en aval de Meisenthal. Parmi ces ouvriers, se trouvait le tiseur de la verrerie, en allemand Schürer, qui, dans le pays, se prononce Schirer; de là le noyau du hameau et son nom de Schiresthal.
La première mention qui est faite de ce lieu se trouve dans un contrat d'acensement perpétuel, passé en la Chambre des comptes de Lorraine, le 21 juillet 1736, au profit de six ouvriers en bois de Hollande, demeurant à Schieresthal, de 61 jours de terrains situés sur son ban, « à charge par eux », porte ledit contrat, « de former leur établissement proche le moulin de Meyzendal, joignant le village du même nom, avec lequel ils ne feront qu'une même communauté et à charge en outre par eux de bâtir des maisons solides et de payer un cens annuel et perpétuel de six gros par chacun des soixante-un arpents... ».
Tout comme Meisenthal et Goetzenbruck, Schieresthal dépendait de Soucht avant la Révolution. Il en est disjoint lorsque Meisenthal est érigée en commune du département de la Moselle.
| 1845 | 1900 |
| ---- | ---- |
| 222  | 247  |

## Culture locale et patrimoine

### Cultes
Le hameau est de tout temps succursale de la paroisse de Meisenthal, depuis son érection en 1826. Une belle chapelle de style néoroman avec une crypte, dédiée à Notre-Dame-des-Sept-Douleurs, est appelée localement Notre-Dame-des-Neiges. Construite au milieu du XIXe siècle, son autel est consacré en 1854 par Monseigneur Paul-Marie Dupont des Loges, évêque de Metz.

### Lieux et monuments
- Le château des Lanzy, construit au milieu du XIXe siècle pour la famille Lorin, qui s'apparente au style troubadour. Louis Lorin puis son fils Jean-Louis, décédé en 1865, sont directeurs des prestigieuses cristalleries de Saint-Louis. Le château, agrémenté d'un parc, est acheté vers 1902 par Jules Amiet, directeur des cristalleries et agrandi en 1906 d'une tour placée dans l'angle nord-ouest[10].
- La gare de Meisenthal (rue du Muehlenberg), sur l'ancienne ligne Wingen-Saint-Louis, bâtiment construit en 1897 par la Direction générale impériale des chemins de fer d'Alsace-Lorraine (EL), fermée en 1973 et désaffectée en 1978. Devenue une habitation privée.